# بونفيرادينا
بونفيرادينا (SD Ponferradina) هو نادي كرة قدم إسباني من بونفيرادا بمحافظة ليون. تأسس في 7 يوليو 1922، ويلعب الآن في الدرجة الثانية من الدوري الإسباني. ملعبه يدعى إل تورالين.

## وصلات خارجية
- الموقع الرسمي